# لدو

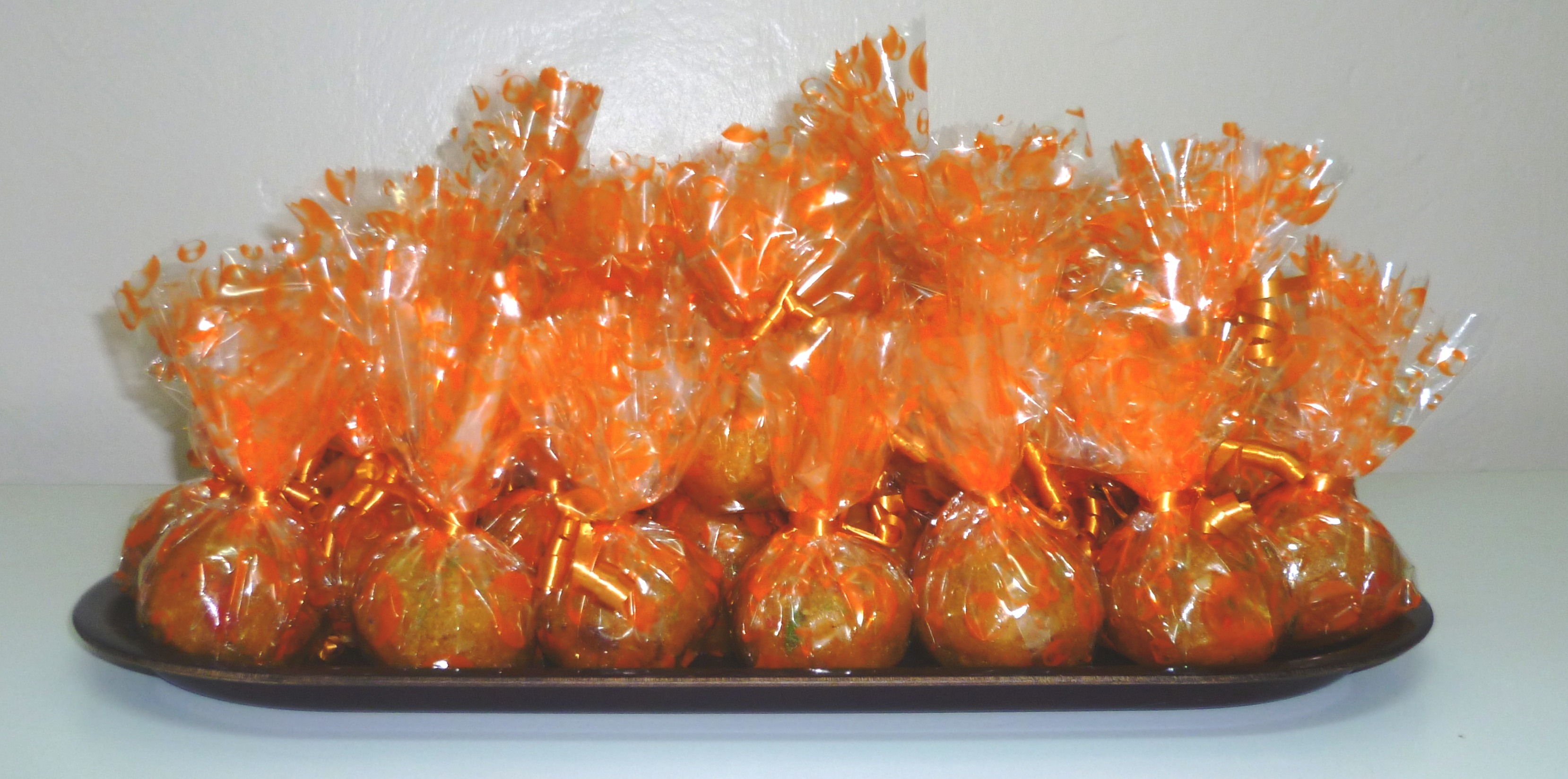
حلاوة لدو مغلفة لتقدم في عرس

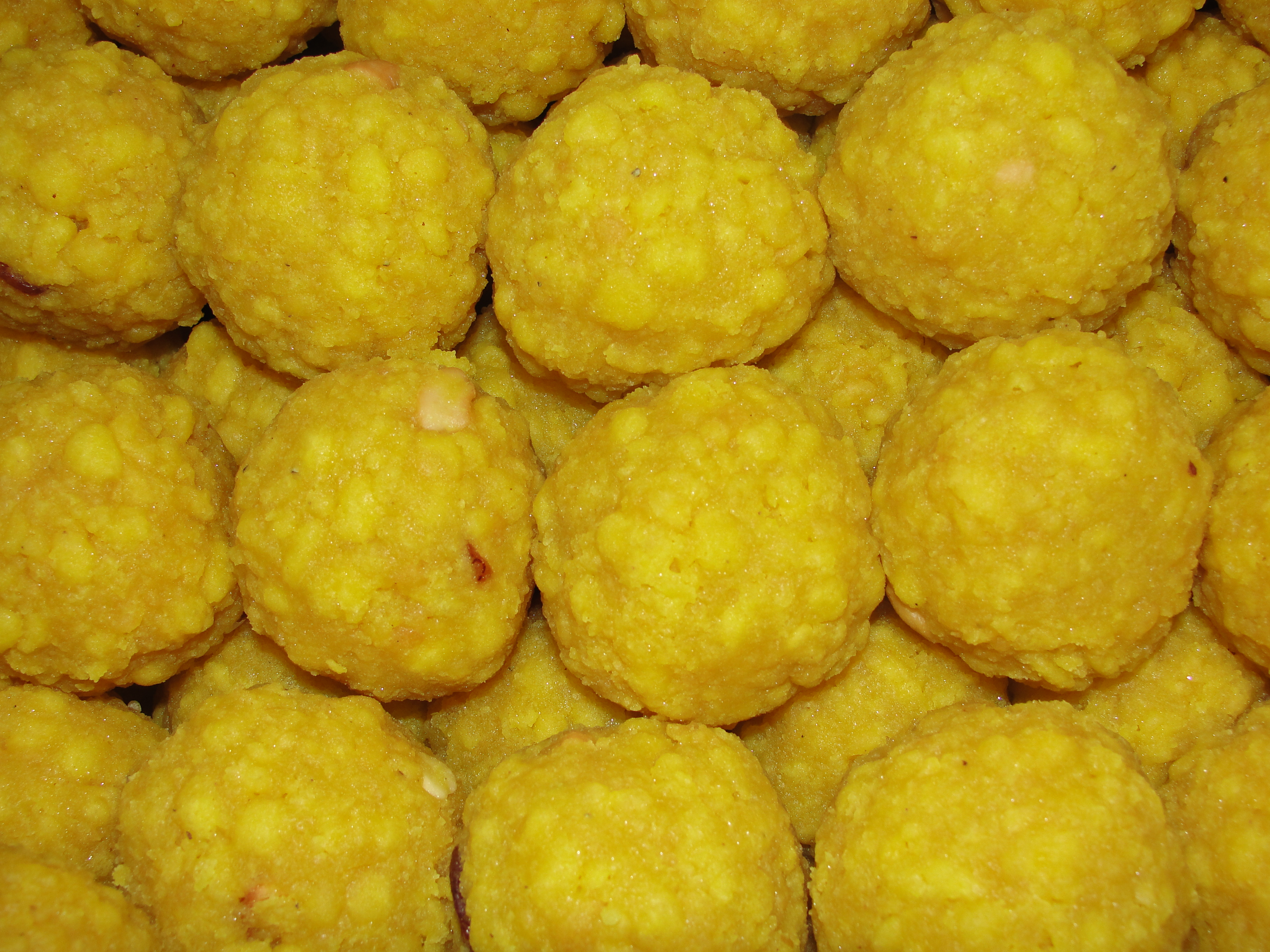
لَدّو

اللَّدُّو أو حلاوة لدو (أردو: لڈو، تيلوغو: లడ్డు، ماليالام: ലഡ്ഡു، مراثي: लाडू، كنادي: ಲಾಡು، هندي: लड्डू، تاميل: லட்டு) هي نوع من الحلوى على شكل كرة وهي منتشرة في دول جنوب آسيا ومن ضمنها الهند، وباكستان، ونيبال، وبنغلاديش، إضافة إلى المناطق التي تحوي جاليات من جنوب آسيا مثل الحجاز. تصنع اللدو من الدقيق والسكر ومكونات أخرى تختلف بحسب الوصفة والبلد. عادة ما تقدم اللدو في المحافل والأفراح والمناسبات الدينية.

## أصل الكلمة
تأتي كلمة لدّو من الأردية «لڈو» أو ما يماثلها بالهندية लड्डू وأصلها في السنسكريتية लद्दुक التي تنطق «لَدُّكا» أو «لَتِّكا» ومعناها الكرة الصغيرة.

## التركيب
أنواع الدقيق المستخدمة عادة في صنع اللدو تشمل دقيق الحمص، والسميد، وجوز الهند المطحون. يضاف الدقيق إلى السكر والمنكهات الأخرى ويطهى بالسمن ويشكل كالكرة. تحضر بعض وصفات اللدو في الهند بمكونات الأيورفيدا للطب التقليدي الهندي، مثل اللدو بالحلبة، واللدو متعدد الحبوب، واللدو بالصمغ العربي.
دقيق اللدو هو دقيق أسمر خشن يستخدم في بعض الأطباق الهندية وخاصة اللدو. وهو يختلف في استخدامه عن بقية أنواع الدقيق الأسمر.

## الاستخدامات
عادة ما يحضر اللدو للمهرجانات أو المناسبات العائلية كحفلات الزفاف والاحتفالات بالمواليد أو في المناسبات الدينية لدى المسلمين كعيد الفطر وعيد الأضحى.